# Le Tarent
Le Tarent est un sommet des Préalpes vaudoises en Suisse culminant à 2 547 mètres d'altitude. Surplombant le village des Diablerets, c'est le plus haut sommet du massif. Situé sur une crête terminée par le pic Chaussy à l'ouest et la Cape au Moine à l'est, il est entouré de deux sommets secondaires : le Châtillon (2 477 m) à l'ouest et la Pare (2 540 m) à l'est. Le massif surplombe la vallée des Ormonts au sud, le col des Mosses à l'ouest et L'Étivaz au nord.